# Yvette Guilbert
Yvette Guilbert, född 20 januari 1865, död 3 februari 1944 i Aix-en-Provence Frankrike, vissångerska och skådespelerska. 
Guilbert debuterade 1888 och utvecklade senare en egen visgrenre, till hälften talad och till hälften sjungen med ett starkt poängterat föredrag, som hon bemästrade intill fullkomlighet. Förutom sarkastiska, rörande eller fasaväckande chansons om småfolks sorger och glädjeämnen, som blev hennes specialitet, uppträdde hon även med franska folkvisor. Genom talrika resor där hon även besökte Skandinavien, utbredde hon sitt rykte över Europa och Amerika.
Guilbert har en krater på Venus uppkallad efter sig. 

## Filmografi (urval)
- 1926 - Faust
- 1928 – Pengar
- 1933 - Iceland Fisherman